# 二氧硫化釓
二氧硫化釓（簡稱GOS或GSO）是釓的氧硫混化物，化學式Gd2SO2，理論密度每立方厘米7.32克。

## 性質及用途
用作陶瓷閃爍體探測器以探測醫用輻射。閃爍體是主要的輻射傳感器，由高能光子撞擊發光。取決於製造過程，二氧硫化釓陶瓷密度可達理論的99.7%至99.99%，平均晶粒尺寸5至50微米。合成陶瓷閃爍體級Gd2SO2：Pr、Ce、F粉末配合物可用鹵化物熔劑法和亞硫酸鹽沉澱法。Gd2SO2：Pr、Ce、F配合物的閃爍特性表明此閃爍體在掃描成像方面有前景，但此閃爍體有兩種缺點，一種是其六方晶體結構對光只是半透明和在光電二極管處收集很少外部光；另一缺點是X光對樣品傷害大。

## 晶體結構
晶體屬三方晶系（空間群號164），每粒釓離子由四粒氧離子和三粒硫離子以不反轉對稱排列配位；結構為一層硫、一層釓、雙層氧、一層釓，一直循環。